# Siculiana Marina
Siculiana Marina è una frazione di Siculiana, comune italiano della provincia di Agrigento in Sicilia.
Possiede un lido sul Canale di Sicilia che nell'antichità aveva assunto il ruolo di punto d'approdo.  Il suo territorio è ricompreso nella Riserva naturale orientata Torre Salsa.

## Economia
L'economia è basata sul turismo balneare e naturalistico. I principali servizi sono forniti da Siculiana.

## Monumenti e luoghi d'interesse

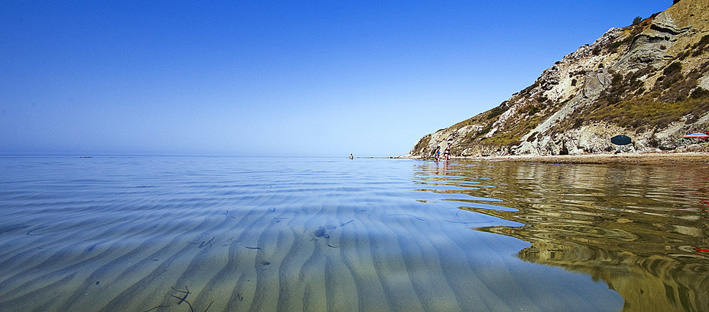
Il mare di Torre Salsa

- Torre Salsa: rientra tra le Riserve naturali regionali, la zona ha un valore naturalistico e paesaggistico molto alto, è costituito nella maggior parte dall'alternarsi di spiagge senza alcuna contaminazione e rocce dalle forme varie, caratterizzate dalla presenza di gessi selenitici e cristalli geminati; la vegetazione è costituita da piante della macchia mediterranea e da espressioni dunali e palustri.
- Monte Stella: è un'altura che sorge ad Ovest dalla frazione abitata e delimita il confine tra la spiaggia di Siculiana Marina e quella di Torre Salsa; le sue pareti ricadono a strapiombo sul mare. È alto 148 metri.

## Galleria d'immagini

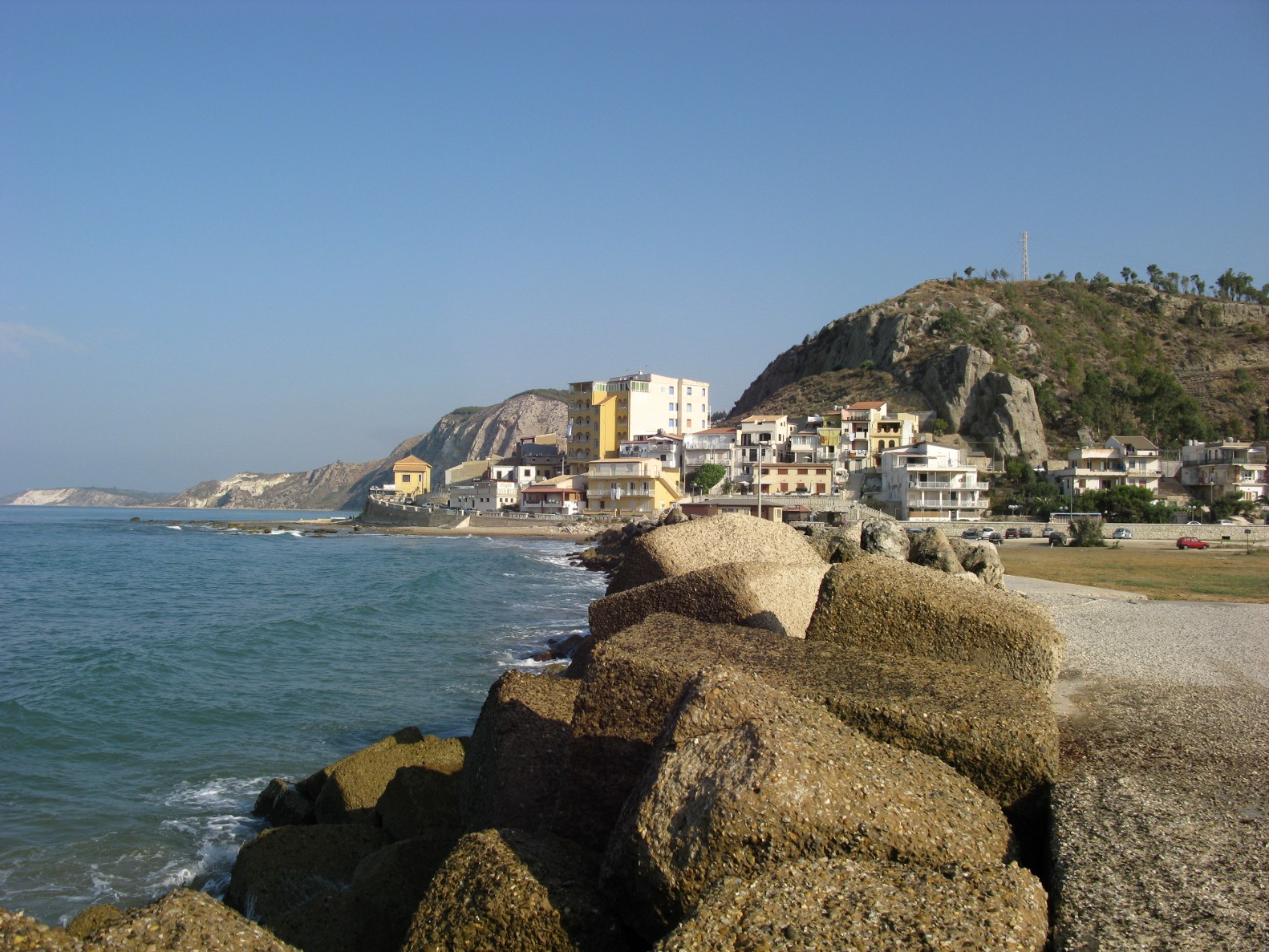
Siculiana Marina e il Monte Stella sullo sfondo
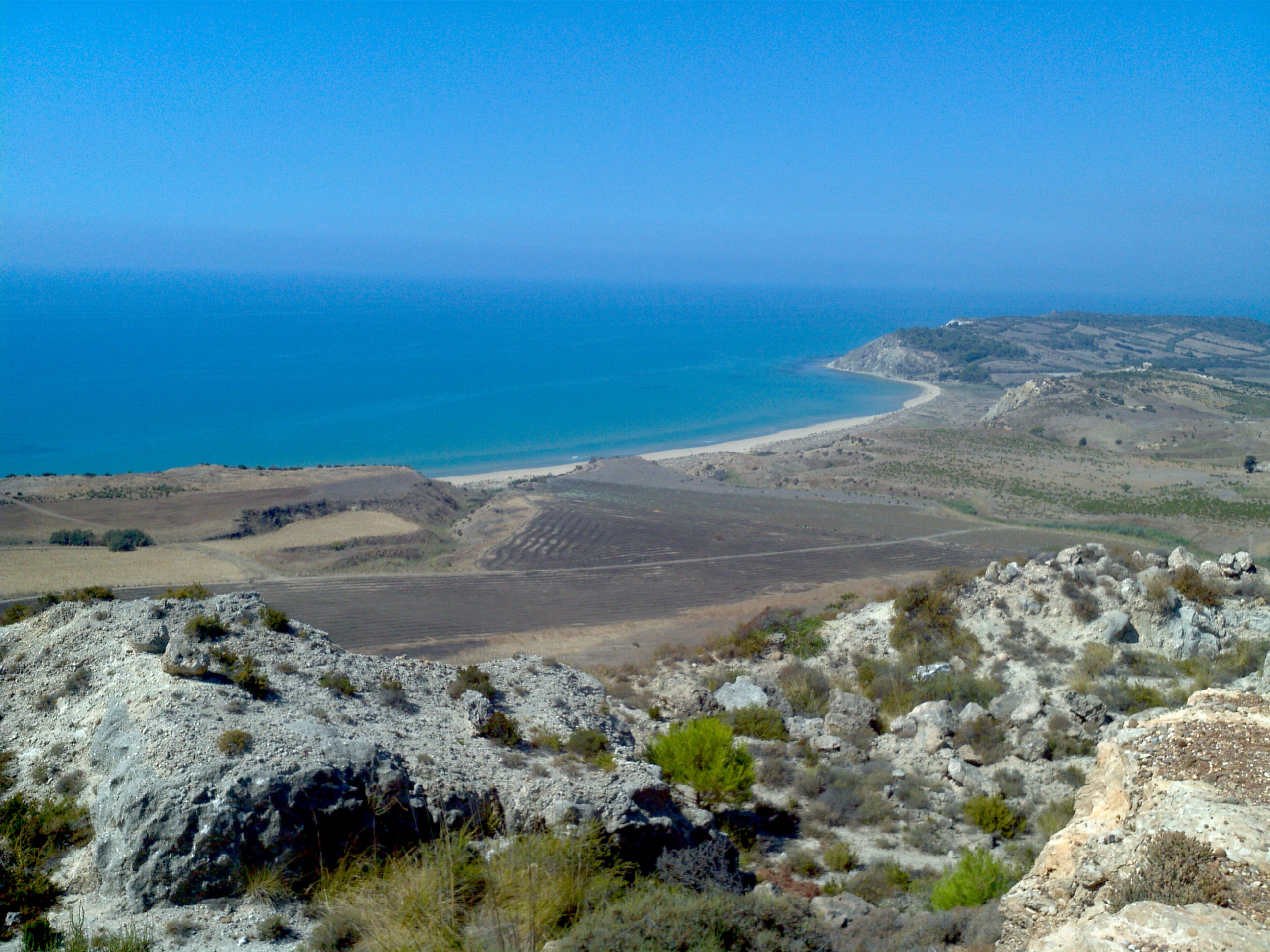
Torre Salsa vista dall'alto
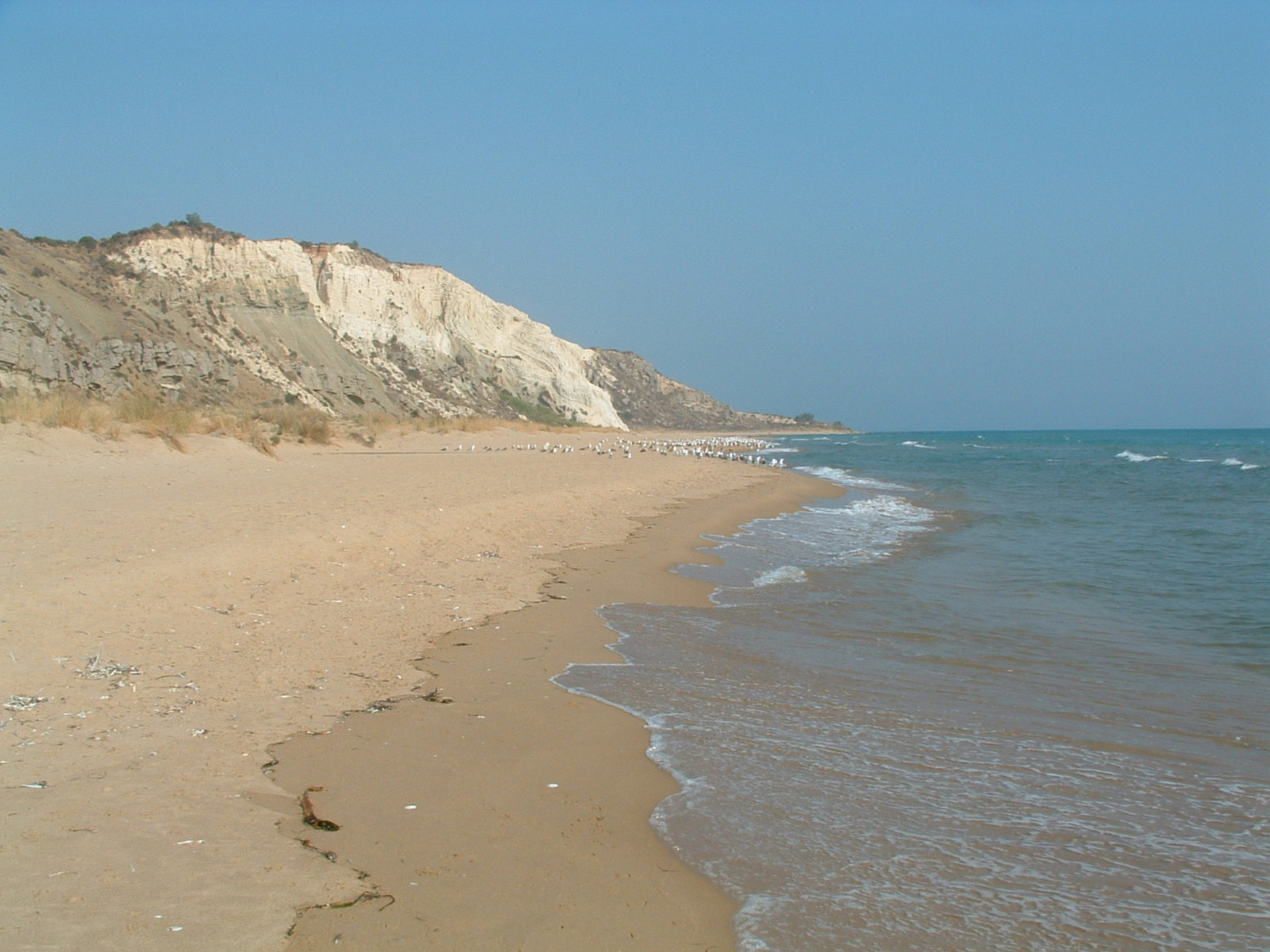
Spiaggia di Torre Salsa
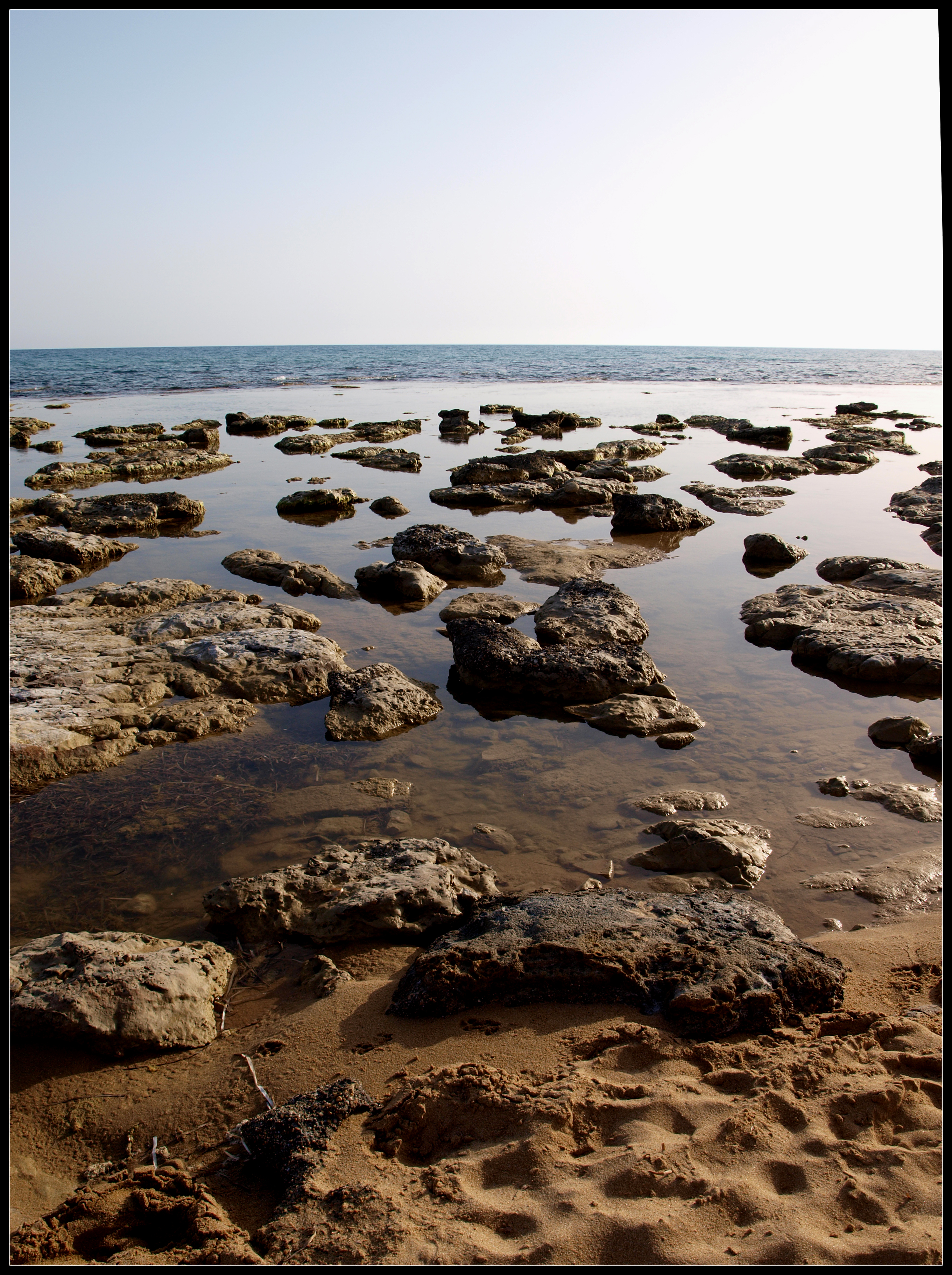
Rocce verso il mare